# Francisco Buiza
Francisco Buiza Fernández (Carmona, 23 de abril de 1922 - Sevilla, 1 de marzo de 1983) fue un escultor e imaginero español que se dedicó fundamentalmente a la talla de imágenes religiosas, aunque también realizó esculturas sobre otros temas.    

## Biografía
Desde pequeño mostró interés por el arte del modelado y la realización de figuras de barro para belenes. Con diecisiete años se trasladó a Sevilla para estudiar en la Escuela de Artes y Oficios. Esta formación la compaginó con su aprendizaje en el taller del tallista Francisco Vélez Bracho y posteriormente de Pedro Navia, donde conoció a su gran maestro: el escultor Sebastián Santos. A partir de 1953 se estableció en un taller propio. 
Fue un gran admirador de la escultura barroca del siglo XVII, especialmente de la obra de Martínez Montañés y Juan de Mesa. Entre sus alumnos se encuentran diversos artistas reconocidos en el campo de la imaginería religiosa, entre ellos  Luis Álvarez Duarte y Juan Manuel Miñarro. Su obra se encuentra repartida por toda España, principalmente en Andalucía.

## Obras

Stmo. Cristo de la Columna y Azotes de Sevilla (Hdad. de las Cigarreras).

### ParaSevilla
- Cristo de la Columna y Azotes. Hermandad de las Cigarreras. Capilla de la Fábrica de Tabacos. 1974.[2]
- María Santísima del Rosario (La Milagrosa)
- Santísimo Cristo de la Sangre (Hermandad de San Benito)
- Santísima Virgen del Carmen (Hermandad Carmen de San Leandro)
- Sagrada Resurrección de Ntro. Señor Jesucristo y el ángel que lo acompaña en el paso de la (Hermandad de la Resurrección).
- Virgen de Montemayor de la iglesia de san Juan de la Palma
- María Auxiliadora de Nervión. Salesianas de Nervión.
- Parte posterior y peana de la Inmaculada Concepción de la iglesia de San Juan de la Palma.

Provincia
- Cristo Yacente. Hermandad de la Soledad. Ermita de la Soledad. Coria del Río. 1972.[2]
- Jesús del Gran Poder. Hermandad del Gran Poder. Parroquia de Nuestra Señora de la Estrella. Coria del Río. 1977.[2]
- María Santísima de la Soledad (1975)(Hermandad Nuestro Padre Jesús del Gran Poder) (Capilla de Ntra. Sra. de la Aurora - Los Palacios y Villafranca) la reina de los palacios
- María Santísima de las Lágrimas (Hermandad Jesús Nazareno) (La Puebla de Cazalla)
- Ntra. Señora de la Caridad (Hermandad de la Yedra, Écija)
- Ntra. Sra. María Santísima de la Paz (Hermandad del Dulce Nombre de Jesús) (Estepa)
- María Santísima de la Concepción (Hermandad del Amor, Écija).
- Manos de Nuestra Señora de la Esperanza de Écija.
- Restauración de Nuestro Padre Jesús Nazareno de Écija en colaboración con el artista local Joaquín Ojeda Osuna. (1958)
- Manos para la Virgen de los Dolores en su Soledad (Hermandad de la Soledad de Albaida del Aljarafe)
- Cristo Resucitado (Hermandad del Cristo Resucitado (Herrera)), realizado a la vez y de similar factura al de la capital
- Imágenes titulares de la Hermandad del Santo Entierro Carmona
- Santísima Virgen de la Paciencia de Carmona (Hermandad de la Columna)
- Santísimo Cristo de la Vera Cruz (Hermandad de la Vera Cruz, Nuestra Señora de Belén Coronada y Santiago Apóstol, en Pilas)
- Titulares de la Hermandad de Ntro. Padre Jesús del Gran Poder y Ntra. Sra. Del Carmen Coria del Río)
- Divina Pastora de Almadén de la Plata
- Santa Marta (Patrona de Los Molares. Sevilla, año 1955)
- Santa María de la Caridad de Cantillana (Hermandad Sacramental, 1970).
- Policromía para Nuestra Señora de los Dolores La Roda de Andalucía.
- Santísimo Cristo de la Misericordia (Hermandad de los Ángeles de San Juan de Aznalfarache)

### ParaMálaga
- Cristo de la Agonía. Cofradía de las Penas. Oratorio de Santa María Reina. 1972.[2]
- Jesús Nazareno de Viñeros. Hermandad de Viñeros. Convento de las Catalinas. 1976.[2]
- Cristo de la Exaltación (Reales Cofradías Fusionadas)
- Cristo de la Humildad y Cristo de la Victoria (Cofradía de la Humildad)
- Nuestra Señora de la Caridad (Cofradía del Amor)
- Nuestra Señora del Traspaso y Soledad (Viñeros)
- María Santísima de la Trinidad Coronada (Cofradía del Cautivo)
- María Santísima de la O (Gitanos)
- San Roque (Patrón de Tolox) Málaga 1969

### Para la provincia deHuelva
- Virgen de los Dolores. Parroquia de Santiago Apóstol. Arroyomolinos de León. 1945.[2]
- Virgen de Gracia. Parroquia de Santa María de Gracia. Calañas. 1948.[2]
- Jesús Nazareno. Parroquia de San Isidro Labrador. Rosal de la Frontera. 1951.[2]
- Virgen del Mayor Dolor. Parroquia de los Doce Apóstoles. La Redondela. 1952.[2]
- Jesús Cautivo y Virgen de la Amargura. Hermandad del Cautivo. Parroquia de Santa María de Gracia. Calañas. 1953.[2]
- Nuestra Señora de los Dolores 1952. Parroquia Santa María de Gracia Calañas.
- Virgen de Cala. Hermandad de la Virgen de Cala. Santuario de la Virgen de Cala. Cala. 1962.[2]
- Cabeza del Cristo Pobre (ensamblada a un cuerpo de la escuela gaditano-genovesa). Parroquia de Belén. Huelva. 1969.[2]
- Santísimo Cristo de la Vera Cruz y Relieve del Bautismo de Cristo en la Parroquia de Santa María de Gracia de Calañas.

### ParaCórdoba
- Ntro. Padre Jesús en su Coronación de Espinas (1978), Hermandad de la Merced.
- Ntra. Madre y Señora Santa María de la Merced (1976).
- Ntra. Señora de la Soledad de Moriles (1971), Córdoba.
- María Stma. de los Dolores, Alcolea (última obra de Buiza).

### Para la provincia deCádiz
- Virgen de la Trinidad. Hermandad de Medinaceli. Parroquia de la Santa Cruz. Cádiz. 1967.[2]
- Virgen del Rosario en sus Misterios Dolorosos. Hermandad del Perdón. Parroquia de la Santa Cruz. Cádiz. 1979.[2]
- Cristo de las Aguas. Hermandad de la Luz y el Agua. Parroquia de la Santa Cruz. Cádiz. 1982.[2]
- Santísimo Cristo del Descendimiento (Hdad. del Descendimiento)
- Nuestra Señora de la Luz (Hdad. de Las Aguas)
- Nuestra Señora de la Salud (Hdad. de la Sanidad)
- Nuestra Señora de los Dolores (Hdad. del Descendimiento)
- María Stma. de las Lágrimas (Hdad. de La Piedad)
- Cristo de la Mirandilla del Colegio del mismo nombre
- Nuestro Padre Jesús Cautivo. El Puerto de Santa María.

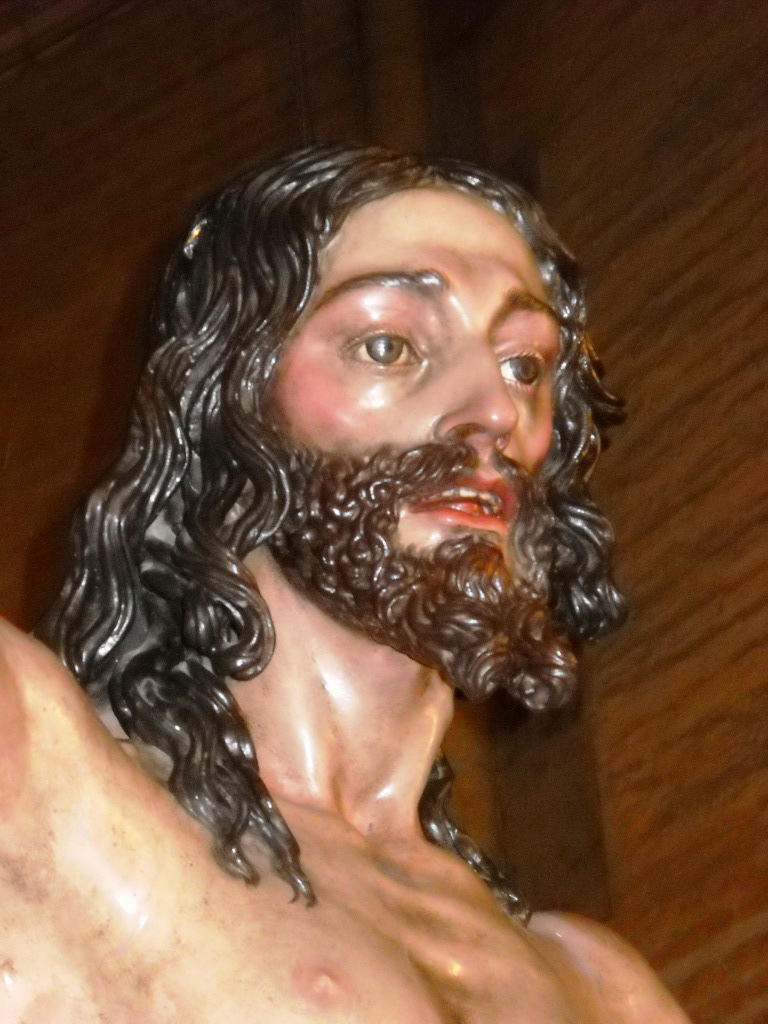
Sagrada Resurrección de Nuestro Señor Jesucristo de Sevilla, obra magna de Francisco Buiza. Procesiona por las calles de Sevilla en la madrugada del Domingo de Resurrección.

- Cristo Rey en su Triunfal Entrada en Jerusalén e imágenes del misterio de la Borriquita. Chiclana de la Frontera.
- María Santísima de la Estrella. Chiclana de la Frontera.
- Nuestra Señora de los Dolores. Chiclana de la Frontera.
- Nuestro Padre Jesús Cautivo. Chipiona.Sagrada Resurrección de Nuestro Señor Jesucristo de Sevilla, obra magna de Francisco Buiza. Procesiona por las calles de Sevilla en la madrugada del Domingo de Resurrección.

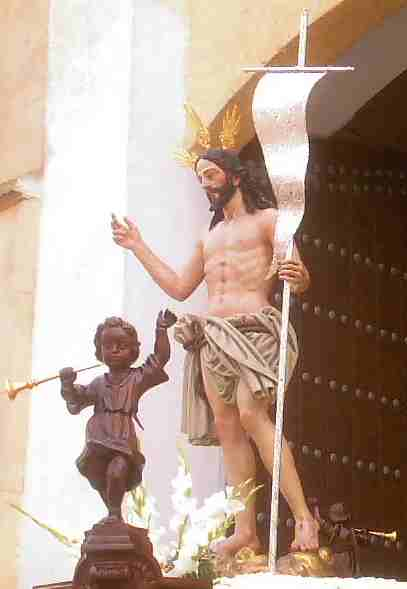
Jesús Resucitado de Herrera (1973).

•    Santísimo Cristo de la Veracruz. Parroquia nuestra señora de Fátima. San Enrique de Guadiaro.

### Fuera de Andalucía
- Ntra. Señora de la Soledad Gloriosa, Patrona de la Ciudad de Castalla (Alicante), 1982. Una de sus últimas obras.